# 尖毛小煤炱
尖毛小煤炱（学名：Meliola acutiseta）是属于小煤炱目小煤炱科小煤炱属的一种真菌，寄生在新木姜子属植物上。该种分布于中国、菲律宾。